# Tetraedro de Reuleaux

Animación de un tetraedro de Reuleaux (en blanco), mostrando también en rojo el tetraedro a partir del que se genera.

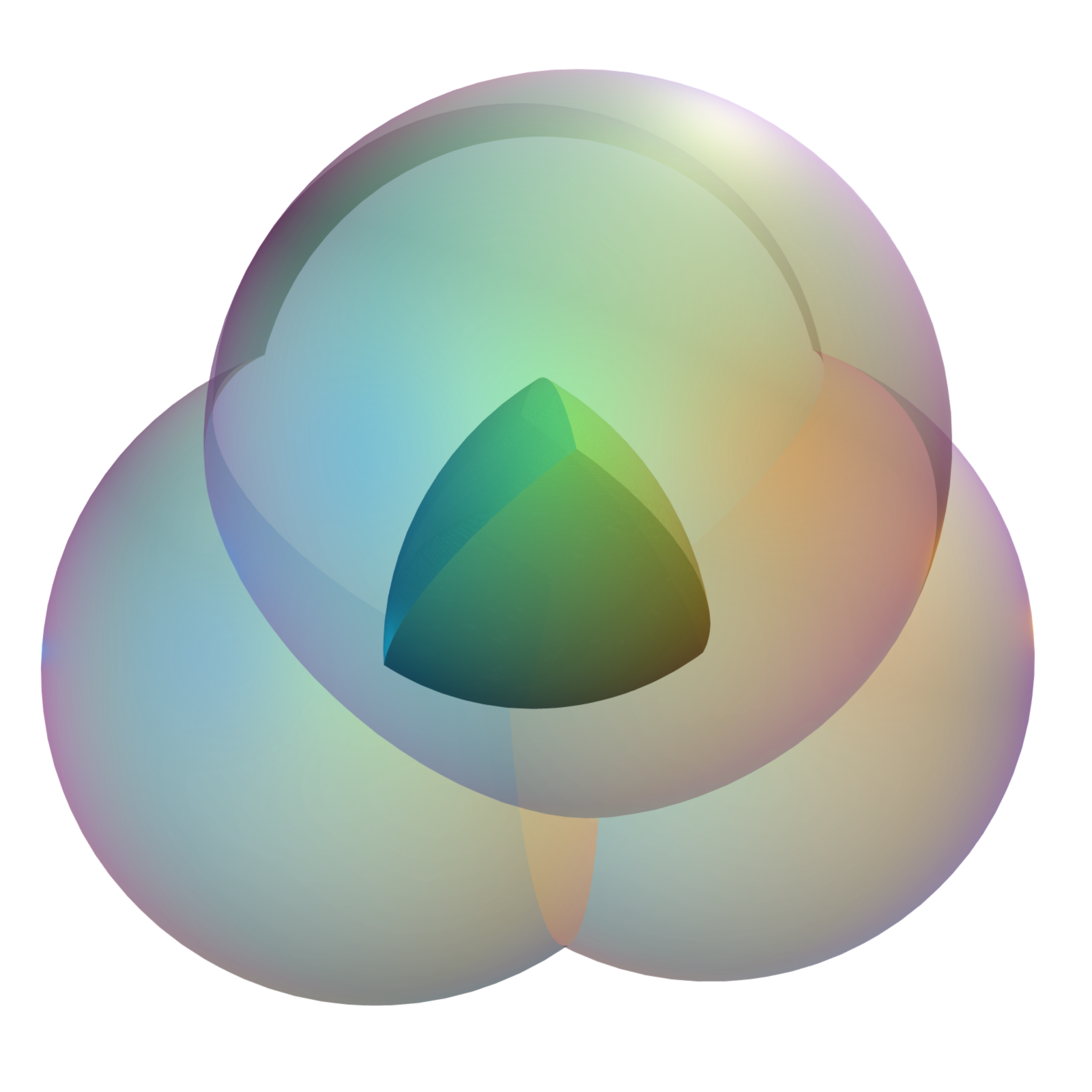
El tetraedro de Reuleaux formado por la intersección de cuatro esferas.

El Tetraedro de Reuleaux es el cuerpo sólido resultante de la intersección de cuatro esferas de radio r, cuyos centros se encuentran en los vértices de un tetraedro regular de lado r. Al ser r el valor del radio de las esferas y el del tetraedro regular, cada una de las esferas contienen los vértices opuestos al vértice centro de las mismas. El tetraedro de Reuleaux cuenta con la misma estructura que un tetraedro regular, pero con las caras curvas. Esta forma volumétrica recibió el nombre por la analogía con el Triángulo de Reuleaux, forma bidimensional curva de longitud constante definida por Franz Reuleaux previamente. 
Analizando el Triángulo de Reuleaux se observa que se trata de una figura curva de longitud constante, dado que es una forma planar convexa cuya longitud o anchura, medida por la distancia entre dos líneas paralelas tangentes a sus bordes, es la misma independientemente de la dirección de estas dos paralelas. De la misma manera que se puede hacer una extrapolación de 2D a 3D en la definición del tetraedro de Reuleaux, se podría considerar que este tetraedro cumple las características de una superficie de longitud constante. Sin embargo, esto no es cierto, ya que se alcanzan valores superiores al valor r en los puntos medios de las aristas adyacentes a los vértices de las esferas, de valor:
{\displaystyle ({\sqrt {3}}-{\sqrt {2}}/2)r\approx 1.0249r}
En 1912 por Meissner y Schiller, demostraron cómo modificar el tetraedro de Reuleaux para convertirlo en una superficie de longitud constante. El resultado de sus modificaciones son dos formas incongruentes que reciben el nombre de Tetraedros de Meissner, o Cuerpos de Meissner.